# Edyta Dobrzyńska
Edyta Dobrzyńska, z d. Archacka (ur. 15 lipca 1973) – polska piłkarka ręczna, mistrzyni i reprezentantka Polski.

## Kariera sportowa
Była wychowanką MKS Kwidzyn, w latach 1991-1993 występowała w barwach Startu Gdańsk. W 1993 została zawodniczką Montexu Lublin, w 1995 zdobyła z tym klubem mistrzostwo Polski. W sezonie 1998/1999 reprezentowała barwy Piotrcovii, w sezonie 1999/2000 KMKS Kraśnik. W latach 2000–2002 była zawodniczką JKS Jarosław (następnie pod nazwą Jaroslavia), w 2001 została najlepszym strzelcem ekstraklasy (212 bramek). w latach 2002-2008 występowała jeszcze w klubach hiszpańskich.
W latach 1994–2001 wystąpiła w 19 spotkaniach reprezentacji Polski seniorek zdobywając 60 bramek